# ナイスデイ (NPO)
特定非営利活動法人ナイスデイ（とくていひえいりかつどうほうじんナイスデイ）は、岐阜県美濃加茂市に事業所在地を置く特定非営利活動法人。障がい者福祉の制度外で、福祉制度の谷間にいる地域のメンバー（重複障害等）・福祉有識者・当事者・家族と協議しながら、独自採算で運営するための活動を行っている。

## 障がい者（児）・市民による主な活動
- 農耕及び農産品開発
- 雨漏りストップ材（重度障がい者ネットワーク製造）
- イベント
- 研究会開催

## 沿革
- 2003年 - 少しがんばるウェブアクセシビリティ会発足。
- 2007年 - 岐阜市商工会議所で、ミーティング。
- 2009年 - 特定非営利活動法人ナイスデイ設立。
- 2010年 - NHK厚生文化事業団　わかば基金支援。
- 2011年 - 大和証券福祉財団　支援。